# MJ -MUSIC JOURNAL-
『MJ -MUSIC JOURNAL-』（エムジェイ ミュージック・ジャーナル）は、1992年10月14日から1994年3月23日まで毎週水曜日22:00 - 22:54（JST）にフジテレビ系列局で生放送されたフジテレビ製作の音楽情報番組である。

## 番組概要
司会は、古舘伊知郎・加山雄三・田中律子の3人。司会の3人が使っていたテーブルにはLED式フリーパターンが設置され、音楽業界情報や出演者の裏情報などを流していた。
これまでの音楽がメインだった番組とは一線を画し、「音楽」をキーワードに、音楽をあらゆる観点から検証する企画を中心に構成された。
1993年からは特集が中心になり、歌手による歌唱の映像を減らすなど音楽番組らしからぬ構成に偏っていった。回によっては歌が1曲だけになることもあった。
本番組の終了後、フジテレビのゴールデン・プライム枠で放送される音楽番組は収録が主体となっていたが、2015年4月にスタートした『水曜歌謡祭』（後のLove music）は21年ぶりの生の音楽番組となっている。

## MJスペシャル
MJでは通常放送以外にも、特集比重の通常版よりアーティストが多数出演して歌を披露する割合の多いスペシャルも改編期を中心に放送された。「各回の放送日・番組内容」の節も参照。
1. 1993年1月13日（22:00 - 23:24）[2]
本来なら1月6日の放送予定だったが、皇室関係の報道特別番組『皇太子妃に小和田雅子さんが内定』放送の関係で1週繰り下げとなった[注 2]。
2. 1993年4月7日（21:30 - 23:24）[3]
3. 1993年10月13日（22:00 - 23:18）[4]
4. 1994年3月23日（22:00 - 23:24）：最終回[5]

## エピソード
- 1992年10月28日放送分には、後にメディア露出が極端に少なくなるZARDが出演し、「IN MY ARMS TONIGHT」を披露した。なおこの映像は、ボーカルの坂井泉水が2007年5月に逝去した後の『2009 FNS歌謡祭』にて初めて放送された（2009年12月2日）。その他、同放送回においてはB'zが「ZERO」を、T-BOLANが「じれったい愛」を披露し、ビーイング系のアーティストがヒット曲を連続して演奏するという放送回であった。
- 1992年11月18日放送分における奇抜な検証コーナーでCHAGE&ASKAを検証した際には、「チャゲアスは演歌だ」と結論付けたことでCHAGE&ASKAが激怒し、一時彼らとフジテレビが険悪な関係に陥った。しかし、この件に関して、後に日本テレビ系列の『おしゃれカンケイ』（本番組と同様、古舘が司会）で2人がゲスト出演した際に、ASKAは「演歌だと言われて怒ったということになっているが、そうではない。それでは演歌を真剣にやってらっしゃる方に失礼だ」[6]「（本当の理由としては）番組側と番組に関しての打ち合わせをした際、こちらが要求した事とは全く正反対のことをやられ、打ち合わせとは全く違う内容の番組をやられたため『これは明らかに悪意がある』と思い怒った。これをされたら誰だって怒る」と述べた。
  - のちに古舘のYouTubeでASKAが語ったところによれば、この時の怒りが「YAH YAH YAH」の「そいつを殴りに行こうか」のフレーズになったとし、「そいつ」は番組への怒りを指しているという。なお、構成を担当した秋元康とは後に和解している[7]。
- 放送中、視聴者からのFAXを随時紹介する形式を取っていた。実際、1993年3月24日放送分において、山形テレビがテレビ朝日系列へネットチェンジするために放送が打ち切られることに対し、「山形県での放送が打ち切られることになったため、どうしても見たいのに見られなくなる」「（仙台放送や秋田テレビなどの）近隣県の系列局で見なければならない」などの苦情や嘆きの声が番組中で紹介されるに至った[8]。
- CM時にMC陣の後ろのFAXガールがアップになり、脚を組み替えるという演出もあった。
- 一度、出演する歌手が歌を歌い終えれば、エンディングには出演しなかった。これは番組の構成上、生放送ゆえに放送時間に制約があったためである。
- 番組のCMに、BEREEVE「君から目を離せない」の替え歌を使う時期があった。
- 番組は、毎週オリコンのデータなどを元にしたシングルランキングTOP10を「MJ RANKING」のコーナーで発表していた。1994年最初の放送では、1993年度年間シングルランキングTOP100（MJ RANKING）を発表した（データは、オリコン1993年間TOP100を使用）。100位→71位、70位→41位、40位→11位、10位→1位。ランキングの合間に、ゲストとのトーク・ライブがあった。なお、2007年から2016年4月までNHK総合テレビで放送されていた『MUSIC JAPAN』にも同名のコーナー「MJランキング」があるが、それとは無関係。
- 1993年7月7日放送分以降に、遠距離恋愛などをテーマに特集を構成。番組で女性ボーカリストを公募し「遠恋ソング」なるものを作ったり、山根康広「Get Along Together-愛を贈りたいから-」を番組で勝手に遠恋ソングに推薦したりし、さらには遠距離恋愛をテーマにしたMJ番組オリジナルCMを制作して放送したりもした[要出典]。
- 番組内で大プッシュしたTHE BOOM「島唄」、橘いずみ「失格」は、放送後にそれぞれヒットし、他局での歌番組出演など頻繁にメディア露出が増え、この番組で紹介したアーティストはヒットすると確信したコメントがあったが、それ以降ヒットしたミュージシャンは出なかった。
- 1993年8月11日放送分では、NTT浦添ネットワークセンターのトラブルにより2分程度、沖縄テレビに加えてTBS系の琉球放送で本番組が映るという放送事故があった。なお、琉球放送にて映画（水曜ロードショー）を楽しみにしていた視聴者からは琉球放送などに苦情があった。
- 最終回のオープニングで、古舘は「番組タイトルの『J』は『ニュースJAPAN』の『J』に使われると思う」とコメントした。

## 放送リスト
| 放送回 | 放送日     | 新聞紙のテレビ番組表における内容記載 | 左記以外のゲスト                                                       |
| ------ | ---------- | --- | ---------------------------------------------------------------------- |
| 第1回  | 1992.10.14 | 「今夜幕開け・ユーミン大研究から秋のドラマ主題歌まで」バルセロナ応援生中継▽発表МＪランキング | 中山美穂 前川清                                                        |
| 第2回  | 1992.10.21 | ＰＫＯからリクエスト▽尾崎豊の青春の秘蔵ＶＴＲ▽初挑戦日のでに歌う小野正利 谷村新司 ガオ ほか |                                                                        |
| 第3回  | 1992.10.28 | 特集・10月ランキング▽中島みゆきの世界を大研究▽初公開チャゲ＆飛鳥の新曲発表 ビーズ Ｔ－ボラン ザード                                                                                              |                                                                        |
| 第4回  | 1992.11.04 | ブッシュ、カラオケに暴言・カラオケがなぜ悪い▽ガンにも効くカラオケ 千昌夫 槇原敬之 工藤静香 鈴木聖美                                                                                              |                                                                        |
| 第5回  | 1992.11.11 | 特集・帰ってきた山口百恵伝説▽銀座でバブルがはじけて生シャウト バブルガムブラザーズ 徳永英明 ワンズほか                                                                                           |                                                                        |
| 第6回  | 1992.11.18 | 徹底検証・チャゲ＆飛鳥は現代の演歌なのか？▽神田川をもう一度▽大好評Ｍ美人▽渡辺美里生中継・リンドバーグ                                                                                            |                                                                        |
| 第7回  | 1992.11.25 | 「徹底検証・時代をかけぬけたアイドル特集おニャン子クラブ秘蔵ＶＴＲ一挙公開」稲垣潤一 槇原敬之 ズーほか                                                                                           |                                                                        |
| 第8回  | 1992.12.02 | 秘蔵ＶＴＲ公開徹底検証〝井上陽水は文学である〟▽私の一曲・無医村の看護婦さん▽М美人 森高千里 宇都宮隆                                                                                              |                                                                        |
| 第9回  | 1992.12.09 | 「特集・中森明菜もう歌うしかない」さよならチェッカーズ10年間ありがとう‥‥、〝Ｍ美人〟▽Ｔ－ボランほか                                                                                              |                                                                        |
| 第10回 | 1992.12.16 | 「特集・ロックは死なない、佐野元春」ＭＪが選ぶ'92重大ニュースＳＰ・米米クラブからチェッカーズまで 前田亘輝                                                                                       |                                                                        |
| 第11回 | 1993.01.13 | ＭＪスペシャル「特集 今井美樹になりたい」アルフィー 工藤静香 鈴木雅之 森高千里 平松愛理 小野正利 藤あや子 ガオ ズー 古舘伊知郎                                                                   |                                                                        |
| 第12回 | 1993.01.20 | 「小泉今日子は日本経済の救世主だ」▽検証・冬の津軽平野▽リンドバーグ晩酌の秘密▽ジャケットアートの世界                                                                                              |                                                                        |
| 第13回 | 1993.01.27 | 「歌う総合格闘技サザンオールスターズ大研究」風邪大流行に特効薬▽検証・冬の北酒場▽好評、Ｍ美人 アルフィー                                                                                          |                                                                        |
| 第14回 | 1993.02.03 | 「特集・矢沢永吉 ウイスキーはもう飲めない」検証・学生街の喫茶店▽大好評・Ｍ美人 森高千里 久松史奈                                                                                                 |                                                                        |
| 第15回 | 1993.02.10 | 「渡辺美里特集」▽徹底検証・大阪人の心はブルースだ▽涙と感動の合格風景▽好評・Ｍ美人 小泉今日子 浜田麻里                                                                                            |                                                                        |
| 第16回 | 1993.02.17 | 「特集とんねるずはメディアである」▽森田童子って誰？▽飛鳥＆小田和正話題の共作初公開▽Ｍ美人 工藤静香                                                                                               |                                                                        |
| 第17回 | 1993.02.24 | 「緊急特集・暗い時代にもっと暗い歌を 第2の森田童子を求めて」仰天子供事情ほか ハウンドドッグ カイファイブ                                                                                         |                                                                        |
| 第18回 | 1993.03.03 | 「愛の歌スペシャル、特集・高橋真梨子は上質のワインだ」▽追跡、女30歳結婚適齢期説 Ｊ－ウォーク 鈴木雅之                                                                                            |                                                                        |
| 第19回 | 1993.03.10 | 「徹底検証・その歌声の秘密、初公開・これが稲垣潤一の声帯だ」ラーメン狂騒曲平成行列事情 虎舞竜 吉川晃司                                                                                           |                                                                        |
| 第20回 | 1993.03.17 | 「永久保存版15分で聴くフジテレビ史・鉄腕アトムからがじゃいもまで」Ｍ美人ほか 工藤静香 中西圭三 平松愛理                                                                                          |                                                                        |
| 第21回 | 1993.03.24 | 「緊急大特集・今フォークソングが新しい、甦る青春の名曲集」ボクたちの学校が消える、最後の卒業写真▽Ｍ美人                                                                                          |                                                                        |
| 第22回 | 1993.04.07 | ＭＪスペシャル「徹底検証・米米クラブは不正貯蓄はしない」必見、知らない世代に贈る・美空ひばり講座 アルフィー ノッコ ハウンドドッグ 杏里 小泉今日子 工藤静香 森高千里 長山洋子 裕木奈江 虎舞竜ほか |                                                                        |
| 第23回 | 1993.04.14 | 「特集・氷室京介の憂うつ」福岡が燃えた・陽水＆財津＆鉄矢＆甲斐の感動ライブ密着リポート 井上陽水 横山輝一                                                                                         |                                                                        |
| 第24回 | 1993.04.21 | 「セクシーミュージック大特集・究極のお色気サウンド」今沖縄は音楽の発信地 中山美穂 鈴木雅之 森高千里                                                                                              |                                                                        |
| 第25回 | 1993.04.28 | 「特集ハウンドドッグは島国ロックだ」発覚・あの〝ロード〟の舞台はここ▽ヒットの予感・この曲を知らないと失格                                                                                        |                                                                        |
| 第26回 | 1993.05.05 | 「緊急特集第2弾まだ存在した暗い歌・柳の下の森田童子を探せ」衝撃、防犯カメラは見ていた 平松愛理 ユニコーン                                                                                        |                                                                        |
| 第27回 | 1993.05.12 | 「本当に愛はキスから始まるのか？」実録〝決戦は金曜日〟特集〝吉川晃司のアイドル進化論〟ブーム・観月ありさ                                                                                         |                                                                        |
| 第28回 | 1993.05.19 | 「特集・音楽から学ぶ恋愛論」ユーミン 竹内まりや・中島みゆきの愛のかたち▽実録 長距離恋愛の恋人たち 橘いずみ                                                                                       |                                                                        |
| 第29回 | 1993.05.26 | 「やっぱり歌が似合う・中森明菜物語」特集〝山崎ハコをあなたは知っていますか〟伊勢正三 中森明菜 槇原敬之                                                                                           |                                                                        |
| 第30回 | 1993.06.02 | 「湘南サウンド特集－加山雄三からサザン・チューブまで」▽帰って来た・ＹＭＯ 財津和夫 矢野顕子 ブーム                                                                                               |                                                                        |
| 第31回 | 1993.06.09 | 「ご成婚記念・愛の名曲集」加山雄三 高橋真梨子 中山美穂 稲垣潤一 アルフィー 鈴木雅之 アクセス ブームほか                                                                                          |                                                                        |
| 第32回 | 1993.06.16 | 「フジＴＶドラマ主題歌〝若者たち〟から〝ひとつ屋根の下〟まで」静香熱唱・香港生中継 リンドバーグ 徳永英明                                                                                         |                                                                        |
| 第33回 | 1993.06.23 | 「速報、〝ひとつ屋根の下〟最終回秘蔵ＶＴＲ大公開」新企画 山口百恵の謎▽特集・愛の伝道師アルフィー 福山雅治                                                                                        |                                                                        |
| 第34回 | 1993.06.30 | 「ヒット大予想・７月改編ドラマ主題歌一挙公開」今明かす、おニャン子クラブの謎▽特集・久保田利伸 渡辺美里                                                                                           |                                                                        |
| 第35回 | 1993.07.07 | 「独占衛星生中継 高橋真梨子感激のＮＹ婚約報告」遠距離恋愛特集▽女はそれをガマン出来ない度チェック 工藤静香                                                                                        |                                                                        |
| 第36回 | 1993.07.14 | 「一挙公開・ＣＭソング30年史」検証・横浜サウンドヒットの謎▽過熱・女性コミック誌 チューブ 杏子 財津和夫                                                                                           |                                                                        |
| 第37回 | 1993.07.21 | 「名曲スペシャル 定番・夏の歌大特集」▽好評・遠距離恋愛Ⅱ▽熱狂的台湾音楽事情 ブーム 渡辺美里 田原俊彦                                                                                              |                                                                        |
| 第38回 | 1993.07.28 | 「中山美穂が語る本当の中山美穂」検証泣きたい症候群▽注目レゲエの謎 福山雅治 シンディ・ローパー クラスほか                                                                                         |                                                                        |
| 第39回 | 1993.08.04 | 「工藤静香物語・今明かす素顔の彼女」好評・涙の遠距離恋愛▽夏の定番・避暑地のラブソング 井上陽水 浜田麻里                                                                                          |                                                                        |
| 第40回 | 1993.08.11 | 「特集・夏の定番チューブ」検証・ジャンル別片思いソング集▽大異変・夏の総決算 リンドバーグ ヒデ アンルイス                                                                                         |                                                                        |
| 第41回 | 1993.08.18 | 「特集・ビーズは音楽界のＪリーグだ」▽遠距離恋愛の恋人達▽検証富山ソングの謎 森高千里 アルフィー ブーム                                                                                            |                                                                        |
| 第42回 | 1993.08.25 | 「究極のエッチ、サザンオールスターズは放送禁止だ」好評・泣ける歌大特集▽ポケベル恋愛術 杏里 山根康広                                                                                              |                                                                        |
| 第43回 | 1993.09.01 | 「遠距離恋愛特集今夜発表・これが究極の恋愛ソングだ」検証 距離に負けない恋愛法 高橋真梨子 槇原敬之 アクセスほか                                                                                   |                                                                        |
| 第44回 | 1993.09.08 | 遂に完成、究極の恋愛ソング▽特集・女子高生白書'93▽検証〝もう一人の尾崎豊〟 国武万里 加藤いづみ 東野純直                                                                                           |                                                                        |
| 第45回 | 1993.09.15 | 「特集・硬派音楽 長渕剛から浜田省吾まで」好評遠距離恋愛▽敬老の日のビートルズ 布袋寅泰 鈴木雅之 ウィンク                                                                                          |                                                                        |
| 第46回 | 1993.09.22 | 「不倫ソング特集歌に見る禁断の恋」検証・ヒーリングの謎▽初告白遠恋成功秘話 中森明菜 山根康広 久宝留理子                                                                                           |                                                                        |
| 第47回 | 1993.10.13 | ＭＪスペシャル「特選感動ドラマ名場面集」徹底解剖・Ｘのすべて 米米クラブ 渡辺美里 福山雅治 工藤静香 牧瀬里穂 森高千里ほか                                                                         | 槇原敬之 Wink 山根康広 VOICE                                           |
| 第48回 | 1993.10.20 | 「特集・松山千春は男歌である」新企画・遠距離恋愛ドラマ▽エイズ救済コンサート情報 桑田佳祐 トシ 松山千春                                                                                           |                                                                        |
| 第49回 | 1993.10.27 | 「今、恋か仕事か揺れる27歳大特集・今夜あなたは何を選択するのか？」遠恋ドラマ▽CDの正しい聴き方 郷ひろみ                                                                                           |                                                                        |
| 第50回 | 1993.11.03 | 「あなたは今夜も留守電を一人で聞くのですか？特集・都会のシングルガール」オカマ白書 クラス ズー 鈴木雅之                                                                                          |                                                                        |
| 第51回 | 1993.11.10 | 「緊急特集・都合のいい女症候群」告白遠距離恋愛が壊れる時▽検証お立ち台の次は 工藤静香 平松愛理 森高千里                                                                                           |                                                                        |
| 第52回 | 1993.11.17 | 「特集・女性が結婚を決意する時」感動ヒロミ・伊代のハワイ挙式▽藤井フミヤ登場▽検証柴門ふみの世界 伊豆田洋之                                                                                        | AMBIENCE                                                               |
| 第53回 | 1993.11.24 | 「今夜決着、業界のタブー・ユーミン神話は崩壊したのか？」大好評、東京シングルガール リンドバーグ 徳永英明                                                                                         | 財津和夫                                                               |
| 第54回 | 1993.12.01 | 「遠恋スペシャル 遂に結ばれる恋人達」検証93年、フジテレビ高視聴率ドラマ＆テーマ曲集 小泉今日子 アルフィー                                                                                        |                                                                        |
| 第55回 | 1993.12.08 | 「特集・ひとりぼっちのクリスマス‥‥」完全保存・バツイチ女性に贈る美少年伝説 Ｔ－ボラン ビリーブ 松田樹利亜                                                                                        |                                                                        |
| 第56回 | 1993.12.15 | 「特集・今、話題の大人の女とは‥‥」'93人気ドラマ主題歌集＆感動のラストシーン▽街で見かけた恋人達 Ｘほか                                                                                            | 吉川晃司                                                               |
| 第57回 | 1993.12.22 | 遠恋スペシャル イブに会えない恋人達▽ドラマ第2弾、〝26回目のクリスマス〟 藤井フミヤ 稲垣潤一 前田亘輝                                                                                             |                                                                        |
| 第58回 | 1994.01.05 | 「すべて見せます93年ベストヒットソング・ベスト１00」 | THE 虎舞竜 J-WALK class 藤井フミヤ 山根康広 工藤静香 福山雅治 国武万里 |
| 第59回 | 1994.01.12 | 「特集・ドリームズカムトゥルー」セクシーガール大研究▽新企画・タイムトラベル1985 ブルーエンジェルほか                                                                                             | CHARA                                                                  |
| 第60回 | 1994.01.19 | 「特集・あなたは本当の親友を持っていますか？」検証・平成の恋文▽メモリー79 広瀬香美 鈴木雅之 宇都宮隆                                                                                             |                                                                        |
| 第61回 | 1994.01.26 | 「今、なぜ尾崎豊なのか？特集第2弾・世紀末のラブソング」▽メモリー1981年 小泉今日子 ミスターチルドレン                                                                                             |                                                                        |
| 第62回 | 1994.02.02 | 「究極のアイドル史・徹底解明、これが業界のオキテだった」検証・19歳女の厄年▽メモリー87 虎舞竜 森高千里                                                                                            |                                                                        |
| 第63回 | 1994.02.09 | 「特集・女が男をすてる時、あなたからのサヨナラ」検証・歌の細道▽メモリー83 鈴木雅之 江口洋介 アクセス                                                                                             |                                                                        |
| 第64回 | 1994.02.16 | 「特集・今日から別人、女は30歳で卒業する」ココがちがう、ゲレンデの常識非常識 カツミ ビリーブ 高橋ひろ                                                                                            |                                                                        |
| 第65回 | 1994.02.23 | 「特集・あなたの中の小さな幸せ」検証 女性のアゴが危ない▽復活、アコーディオン ジュディ＆マリー 藤川賢一                                                                                           |                                                                        |
| 第66回 | 1994.03.02 | 「特集・あなたは奇跡を信じますか？」新企画、すてられないラブレター▽メモリー82 ＴＲＦ 池田聡 エルほか                                                                                             |                                                                        |
| 第67回 | 1994.03.09 | 「特集・森高千里 槇原敬之にみる24歳の肖像」潜入・お見合い最前線▽検証戦う女達 ノッコ 藤谷美和子 高橋真梨子                                                                                        |                                                                        |
| 第68回 | 1994.03.16 | 「彼はあなたに飽きていませんか？特集・心がわりの瞬間」検証・沖縄サウンド▽メモリー1984 徳永英明 山根康広                                                                                          | ELE                                                                    |
| 最終回 | 1994.03.23 | 米米クラブ・中山美穂・藤井フミヤ・工藤静香・リンドバーグ・ノッコ・ミスターチルドレン・稲垣潤一・古舘伊知郎 加山雄三ほか                                                                          |                                                                        |

- 『読売新聞』テレビ番組表による。
- 「新聞紙における内容記載」欄のうち、『読売新聞』の原文において改行の際に「、」や「・」が省力されている箇所は半角空けで示している。

## スタッフ
- 構成：玉井貴代志 / 沢口義明、佐々木勝俊、井辺清、釜澤安季子 / 秋元康
- 企画協力：吉見佑子
- リサーチ：マンダラハウス、オンリーユー
- 音楽コーディネイト：ハーフトーンミュージック&システムズ
- 技術：高橋友男（フジテレビ）
- カメラ：槇俊哉（フジテレビ）
- 音声：古江学（フジテレビ）
- PA：姫野善和
- 映像：渋川幸男（フジテレビ）
- 照明：植松晃一（フジテレビ）
- バリライト：長谷川晃
- 技術協力：ダブルビジョン、FLT
- 美術制作：石鍋伸一郎（フジテレビ）
- デザイン：越野幸栄（フジアール）
- 美術進行：足立和彦
- 大道具：鈴木康之
- 電飾：渡辺信一
- アクリル装飾：越谷達也
- アートフレーム：近藤和茂
- 視覚効果：渡部宏一
- タイトル：山形憲一
- 楽器：正垣純世
- フラワーアート：長崎由利子
- ヘアメイク：平内満喜子、ヘアー・ディメンション、吉田事務所
- スタイリスト：MOOD、梅原ひさ江、馬場郁雄
- 協力：オリコン、エアー・ミュージック・モニター、日本レコード協会ヒットチャートデータ
- ロケ技術：ダブルビジョン、耶夢乎、D-taiL、ビデオワークス沖縄、TV SYSTEM、インパクト、オクナック
- 編集：御代田祥一（パッチワーク）
- MA：笹本光一（四谷ビデオスタジオ）
- 音響効果：西野有彦（4-Legs）
- タイムキーパー：舟岡由紀
- 広報：山本政己
- 制作協力：オン・エアー、SCENE、4/g、ビデオサンモール、MEDIA SPICE、D3 Company
- 取材スタッフ
  - ディレクター：ヒロ村石、田辺昌邦、小林壮太、栗原由紀江（ビデオサンモール）、徳元和寛、滝田朋之
  - プロデューサー：奥村浩、川崎邦治、阿部恒久、菊地恵一（ビデオサンモール）
- アシスタントプロデューサー：菊地伸（フジテレビ）
- ディレクター：遠藤達也（STAY）、長部聡介（フジテレビ）
- 演出：石本幸一・大前一彦（フジテレビ）
- プロデューサー：笠井一二・井上信吾（フジテレビ）
- 制作：フジテレビ第二制作部
- 制作著作：フジテレビ

## ネット局
※ 系列は番組終了時（1994年3月）のもの。
| 放送対象地域   | 放送局                    | 系列                                         | ネット形態 | 備考 |
| -------------- | ------------------------- | -------------------------------------------- | ---------- | --- |
| 関東広域圏     | フジテレビ（CX）          | フジテレビ系列                               | 制作局     | |
| 北海道         | 北海道文化放送（uhb）     | フジテレビ系列                               | 同時ネット | |
| 岩手県         | 岩手めんこいテレビ（mit） | フジテレビ系列                               | 同時ネット | |
| 宮城県         | 仙台放送（OX）            | フジテレビ系列                               | 同時ネット | |
| 秋田県         | 秋田テレビ（AKT）         | フジテレビ系列                               | 同時ネット | |
| 山形県         | 山形テレビ（YTS）         | テレビ朝日系列                               | 同時ネット | 1993年4月1日のフジテレビ系列からテレビ朝日系列へのネットチェンジに伴い、同年3月24日放送分を以って打ち切り。ただし、近隣のフジテレビ系列局（秋田テレビ・新潟総合テレビ・仙台放送・福島テレビ）をケーブルテレビなどで受信できた場合は、4月以降も視聴できた。 |
| 福島県         | 福島テレビ（FTV）         | フジテレビ系列                               | 同時ネット | |
| 新潟県         | 新潟総合テレビ（NST）     | フジテレビ系列                               | 同時ネット | |
| 長野県         | 長野放送（NBS）           | フジテレビ系列                               | 同時ネット | |
| 静岡県         | テレビ静岡（SUT）         | フジテレビ系列                               | 同時ネット | |
| 富山県         | 富山テレビ（T34→BBT）     | フジテレビ系列                               | 同時ネット | |
| 石川県         | 石川テレビ（ITC）         | フジテレビ系列                               | 同時ネット | |
| 福井県         | 福井テレビ（FTB）         | フジテレビ系列                               | 同時ネット | |
| 中京広域圏     | 東海テレビ（THK）         | フジテレビ系列                               | 同時ネット | |
| 近畿広域圏     | 関西テレビ（KTV）         | フジテレビ系列                               | 同時ネット | |
| 島根県・鳥取県 | 山陰中央テレビ（TSK）     | フジテレビ系列                               | 同時ネット | |
| 広島県         | テレビ新広島（tss）       | フジテレビ系列                               | 同時ネット | |
| 岡山県・香川県 | 岡山放送（OHK）           | フジテレビ系列                               | 同時ネット | |
| 愛媛県         | テレビ愛媛（EBC）         | フジテレビ系列                               | 同時ネット | |
| 福岡県         | テレビ西日本（TNC）       | フジテレビ系列                               | 同時ネット | |
| 佐賀県         | サガテレビ（sts）         | フジテレビ系列                               | 同時ネット | |
| 長崎県         | テレビ長崎（KTN）         | フジテレビ系列                               | 同時ネット | |
| 熊本県         | テレビ熊本（TKU）         | フジテレビ系列                               | 同時ネット | |
| 大分県         | テレビ大分（TOS）         | フジテレビ系列 日本テレビ系列                | 遅れネット | 1993年9月までテレビ朝日系列にも加盟。『ミュージックステーション』（テレビ朝日系）の系列新局（OAB）移行準備に伴い、遅れネットが終了した1993年4月からネットを開始し、金曜日夕方に放送していた。                                                              |
| 宮崎県         | テレビ宮崎（UMK）         | フジテレビ系列 日本テレビ系列 テレビ朝日系列 | 同時ネット | |
| 沖縄県         | 沖縄テレビ（OTV）         | フジテレビ系列                               | 同時ネット | |